# Округ Полк (Арканзас)
Округ Полк (енгл. Polk County) је округ у америчкој савезној држави Арканзас. По попису из 2010. године број становника је 20.662. Седиште округа је град Mena.

## Демографија
Према попису становништва из 2010. у округу је живело 20.662 становника, што је 433 (2,1%) становника више него 2000. године.
| Група             | 2000.          | 2010.          |
| Белци             | 18.836 (93,1%) | 18.549 (89,8%) |
| Афроамериканци    | 32 (0,2%)      | 65 (0,3%)      |
| Азијати           | 42 (0,2%)      | 94 (0,5%)      |
| Хиспаноамериканци | 708 (3,5%)     | 1.190 (5,8%)   |
| Укупно            | 20.229         | 20.662         |